# Assaluyeh (Verwaltungsbezirk)
Assaluyeh (persisch شهرستان عسلویه) ist ein Schahrestan in der Provinz Buschehr im Iran. Er enthält die Stadt Assaluyeh, welche die Hauptstadt des Verwaltungsbezirks ist. 

## Demografie
Bei der Volkszählung 2016 betrug die Einwohnerzahl des Schahrestan 73.958. Die Alphabetisierung lag bei 88 Prozent der Bevölkerung. Knapp 44 Prozent der Bevölkerung lebten in urbanen Regionen.
| Zensusjahr | Einwohnerzahl |
| ---------- | ------------- |
| 2011       | 65.584        |
| 2016       | 73.958        |